# Estancia de Guadalupe
Estancia de Guadalupe es una localidad situada en el departamento Minas, provincia de Córdoba, Argentina.
Se encuentra situada en el Valle de Traslasierra, en el noroeste cordobés, cerca de límite con la provincia de La Rioja, a aproximadamente 240 km de la Ciudad de Córdoba.
La economía de la comuna no es muy significativa; entre sus principales actividades se encuentran la minería, el turismo en pequeña escala y el comercio.

## Geografía

### Población
Cuenta con 536 habitantes (Indec, 2022), lo que representa un descenso del 74% frente a los 140 habitantes (Indec, 2010) del censo anterior.
| Gráfica de evolución demográfica de Estancia de Guadalupe entre 1991 y 2022 |
|                                                                             |
| Fuente: Censos nacionales del INDEC                                         |

### Sismicidad
La sismicidad de la región de Córdoba es frecuente y de intensidad baja, y un silencio sísmico de terremotos medios a graves cada 30 años en áreas aleatorias. Sus últimas expresiones se produjeron:
- 22 de septiembre de 1908 (116 años), a las 17.00 UTC-3, con 6,5 Richter, escala de Mercalli VII; ubicación 30°30′0″S 64°30′0″O / -30.50000, -64.50000; profundidad: 100 km; produjo daños en Deán Funes, Cruz del Eje  y Soto, provincia de Córdoba, y en el sur de las provincias de Santiago del Estero, La Rioja y Catamarca[2]

- 16 de enero de 1947 (78 años), a las 2.37 UTC-3, con una magnitud aproximadamente de 5,5 en la escala de Richter (terremoto de Córdoba de 1947)[1]

- 28 de marzo de 1955 (70 años), a las 6.20 UTC-3 con 6,9 Richter: además de la gravedad física del fenómeno se unió el desconocimiento absoluto de la población a estos eventos recurrentes (terremoto de Villa Giardino de 1955)

- 7 de septiembre de 2004 (20 años), a las 8.53 UTC-3 con 4,1 Richter

- 25 de diciembre de 2009 (15 años), a las 21.42 UTC-3 con 4,0 Richter